# جيمس كروفورد
جيمس كروفورد (21 مايو 1904 بغلاسكو في المملكة المتحدة - 1 يناير 1976) (بالإنجليزية: James Crawford)‏ هو لاعب كرة قدم بريطاني (وحمل سابقاً جنسية المملكة المتحدة لبريطانيا العظمى وأيرلندا) في مركز جناح ‏، شارك في الألعاب الأولمبية الصيفية 1936. وشارك مع منتخب اسكتلندا لكرة القدم ومنتخب بريطانيا العظمى تحت 23 سنة لكرة القدم. أما مع النوادي، فقد لعب مع رابطة كرة القدم الاسكتلندية الحادية عشر ‏ ونادي كوينز بارك.

## وصلات خارجية
- جيمس كروفورد على موقع الاتحاد الإسكتلندي (الإنجليزية)
- جيمس كروفورد على موقع قاعدة بيانات كرة القدم.إي يو (الإنجليزية)
- جيمس كروفورد على موقع ناشيونال فوتبول تيمز (الإنجليزية)
- جيمس كروفورد على موقع أوليمبيديا (الإنجليزية)